# 托尔本·诺伊曼
托尔本·诺伊曼（德語：Torben Neumann，1991年7月11日—），德国男子赛艇运动员。他曾代表德国参加世界赛艇锦标赛，获得二枚金牌，均来自男子轻量级八人单桨有舵手项目。